# Michelsbergkulturen
Michelsbergkulturen er en vigtig periode i den yngre stenalder (ca. 4.400 f.Kr. – ca. 3.500 f.Kr.) i Centraleuropa. Kulturen strakte sig fra det nuværende Schweiz i syd til Vestfrankrig og Belgien i nord. Den falder delvis sammen med tragtbægerkulturen i Nord- og Østeuropa. Perioden er opkaldt efter et arkæologisk område i Baden-Württemberg i Tyskland. Ved bredderne af de schweiziske søer er der udgravet landsbyer med rektangulære træhuse; endvidere findes store, indhegnede kultpladser. Flintminer kendes bl.a. fra Spiennes i Belgien.

## Fundene på Michelsberg
De første fund fra forhistorisk tid på bakken i Michelsberg blev gjort allerede i 1884, og en systematisk udgravning blev påbegyndt i 1889. Udgravningerne blev fulgt op af Karl Schumachers udgravninger i 1897/98.. Der blev udført yderligere udgravninger i 1950'erne og 1960'erne. Disse udgravninger omhandlede primært jordvoldene på stedet.
Plateauet på bjerget måler omkring 400x250 m. og indeholder rester af en boplads omsluttet af en jordvold. Jordvolden er anerkendt som en af de mest udbredte typer strukturer fra Michelsbergkulturen. Fundene fra Michelsberg var meget velbevarede og bestod bl.a. af lerklinede træstrukturer. Der blev også fundet spor af en sti på østsiden af området. Keramik fra Michelbergskulturen er karakteriseret ved udekorerede spidse tulipanbægre.
Der er fund af byg og emmer. Det indikerer, at økonomien var baseret på landbrug. Fund af knogler fra domesticeret kvæg, svin, får og geder indikerer husdyrshold. Der er også identificeret domesticeret hund. Knogler fra hjorte og ræve indikerer at man har suppleret føden med jagt.
Der er ingen tegn på, at bopladsen på Michelberg er blevet ødelagt. Der er heller ingen fund, der indikerer at de, som boede der, har mødt et voldeligt endeligt. Klimaforandringer kan være årsagen til, at de flyttede. Flere har foreslået, at Rhinens biofloder, der løber lige neden for bakken, er udtørret, og at det har forårsaget flytningen, da det har gjort det vanskeligt at skaffe vand. Generelt var bosættelser i forhistorisk tid i Centraleuropa relativt kortvarige, og der er derfor også mulighed for, at man har forladt stedet som følge del i et større økonomisk og socialt system, der har udviklet sig.